# US Latina Calcio
Latina Calcio 1932 är en italiensk fotbollsklubb från Latina. Klubbens färger är blått och svart. Laget spelar sina hemmamatcher på Stadio Domenico Francioni. Klubben spelar säsongen 2017/2018 i Serie D.

## Historia
Klubben bildades 1945 som Unione Sportiva Latina Calcio, och har sedan dess ombildats vid ett flertal tillfällen, senast 2009 under namnet US Latina Calcio. Klubben har som högst spelat i Serie B.
I slutet av säsongen 2016/2017 förklarades klubben i konkurs. Inför säsongen 2017/2018 ombildades klubben under namnet Latina Calcio 1932 och började spela i Serie D.

## Kända spelare
Se Spelare i Latina
- Alessandro Altobelli
- Andrea Carnevale
- Tomas Danilevičius